# 가청범위

여러 동물들의 가청범위

가청범위(hearing range 또는 audio frequency, audible frequency, AF)는 인간, 또는 여타 동물들이 감지할 수 있는 주파수의 범위를 가리키는 용어이다. 사람의 귀로 들을 수 있는 가청주파수는 약 20~20,000Hz에 이른다. 일부 동물들은 인간보다 훨씬 더 넓은 가청범위를 가진다. 예컨대 일부 돌고래와 박쥐 종류는 100,000Hz 이상의 초음파를 감지할 수 있으며 코끼리는 14-16Hz, 일부 고래는 물 속에서 7Hz 이하의 초저주파를 감지할 수 있다.

## 같이 보기
- 청각학
- 모스키토